# 柳子林
柳子林，原寫為柳仔林，是臺灣嘉義縣水上鄉的一個傳統地域名稱，位於該鄉中部。相較於今日行政區，其範圍大致包括柳鄉村、柳林村不含東南端及西北部凸出部分的西半部、柳新村不含西北部及西南部、粗溪村東南端一小部分。

## 歷史
台灣日治初期，柳子林地區為一街庄，稱為「柳仔林庄」，隸屬於嘉義西堡。該庄北與下藔庄為鄰，東與崎仔頭庄為鄰，東南及南隔八掌溪與番仔藔庄為界，西邊為水堀頭街、粗溪庄。
1901年（日治明治三十四年）11月，全台設置二十廳，該庄隸屬於嘉義廳。1909年（明治四十二年）10月，合併二十廳為十二廳，該庄仍隸屬於嘉義廳。1920年（大正九年），廢十二廳改設五州二廳，該庄改制為「柳子林」大字，隸屬於臺南州嘉義郡水上庄。
戰後水上庄改制為水上鄉，隸屬於臺南縣，大字亦改制為村。1950年雲、嘉、南分治，水上鄉改隸屬於嘉義縣。

## 聚落
本地區發展較早的聚落為柳仔林，在日治期初期的官方地圖上已有記載。

## 交通
- 縣道163號
- 鄉道嘉40線
- 鄉道嘉41-1線
- 鄉道嘉42-1線

## 學校
- 柳林國小

## 廟宇
- 水上苦竹寺